# Straumholmen
Straumholmen est une île norvégienne du comté de Hordaland appartenant administrativement à Mosterhamn.

## Description
Pratiquement à fleur d'eau, désertique sur ses côtes mais couverte d'une légère végétation en son centre, elle s'étend sur environ 197 m de longueur pour une largeur approximative de 85 m.  